# Ołdaki (Pułtusk)
Pour les articles homonymes, voir Ołdaki.
Ołdaki (prononciation : [ɔu̯ˈdaki]) est un village polonais de la gmina de Gzy dans le powiat de Pułtusk de la voïvodie de Mazovie dans le centre-est de la Pologne.

## Histoire
De 1975 à 1998, le village appartenait administrativement à la voïvodie de Ciechanów.